# Algebraïsch geheel getal
In de getaltheorie is een algebraïsch geheel getal een complex getal dat een wortel is van een zogeheten monische of monieke polynoom (een polynoom waarvan de coëfficiënt van de hoogste macht 1 is) met gehele coëfficiënten.

## Definitie
Een complex getal {\displaystyle z} heet een algebraïsch geheel getal als er {\displaystyle n(\neq 0)} gehele getallen {\displaystyle a_{0},\ldots ,a_{n-1}} zijn waarvoor
{\displaystyle z^{n}+a_{n-1}z^{n-1}+\ldots +a_{1}z+a_{0}=0}
De doorsnede van de algebraïsche gehele getallen met de rationale getallen bestaat precies uit de gehele getallen. Met andere woorden: een rationaal getal is alleen een algebraïsch geheel getal als het geheel is. Omgekeerd is ieder algebraïsch getal te schrijven als een breuk van algebraïsche gehele getallen.

## Voorbeelden
- Ieder geheel getal {\displaystyle n} is een algebraïsch geheel getal, want het is een wortel van de polynoom {\displaystyle f(z)=z-n}.
- {\displaystyle {\sqrt {2}}} en de imaginaire eenheid {\displaystyle i} zijn algebraïsche gehele getallen.
- De eenheidswortels of getallen van de Moivre, zijn de complexe getallen, die 1 opleveren, wanneer zij tot een gegeven macht worden verheven. Het zijn algebraïsch gehele getallen. Zij liggen in het complexe vlak gelijk verdeeld op de eenheidscirkel. Het getal 1 is de triviale eenheidswortel.
- Iedere {\displaystyle n}-de machtswortel uit een geheel getal, positief of negatief, is een algebraïsch geheel getal.
- Ultraradicalen zijn reële oplossingen van een vijfdegraadsvergelijking {\displaystyle x^{5}+x+a=0}. Voor gehele {\displaystyle a\neq 0} vormen ze voorbeelden van algebraïsche gehele getallen, die niet kunnen worden geschreven door alleen maar gebruik te maken van rationale getallen, de vier hoofdbewerkingen, {\displaystyle n}-de machtswortels en haakjes.

## Ringstructuur
De verzameling van alle algebraïsche gehele getallen is gesloten onder optellen en vermenigvuldigen, en is daarom een deelring van de algebraïsche getallen {\displaystyle \mathbb {A} }. De ring {\displaystyle \mathbb {A} } is de integrale sluiting van de gewone gehele getallen {\displaystyle \mathbb {Z} } in de complexe getallen, of in de algebraïsche getallen.
De ring van de gehele getallen van een algebraïsch getallenlichaam {\displaystyle K}, aangeduid met {\displaystyle O_{K}}, is de doorsnede van {\displaystyle K} en {\displaystyle \mathbb {A} }. Deze ring kan ook worden gekarakteriseerd als de maximale orde van het lichaam NL/veld Be {\displaystyle K}.
Elk algebraïsch geheel getal behoort tot de ring van de gehele getallen van een getallenlichaam. Een getal {\displaystyle x} is een algebraïsch geheel getal dan en slechts dan als de ring {\displaystyle \mathbb {Z} [x]} eindig voortgebracht wordt als abelse groep, dat wil zeggen als {\displaystyle \mathbb {Z} }-moduul.
De ring der algebraïsche getallen is een integriteitsdomein en zijn quotiëntenlichaam is (isomorf met) het algebraïsche getallenlichaam.

## Generalisatie
Een element van een ring heet integraal over een deelring als het voldoet aan een vergelijking zoals boven gegeven, maar met coëfficiënten in die deelring.

## Andere gehele getallen
- Een geheel getal van Gauss is een complex getal, waarvan het reële en het imaginaire deel beide gehele getallen zijn.
- De gehele getallen van Eisenstein zijn de punten van een driehoekig rooster in het complexe vlak.